# 粘土釘

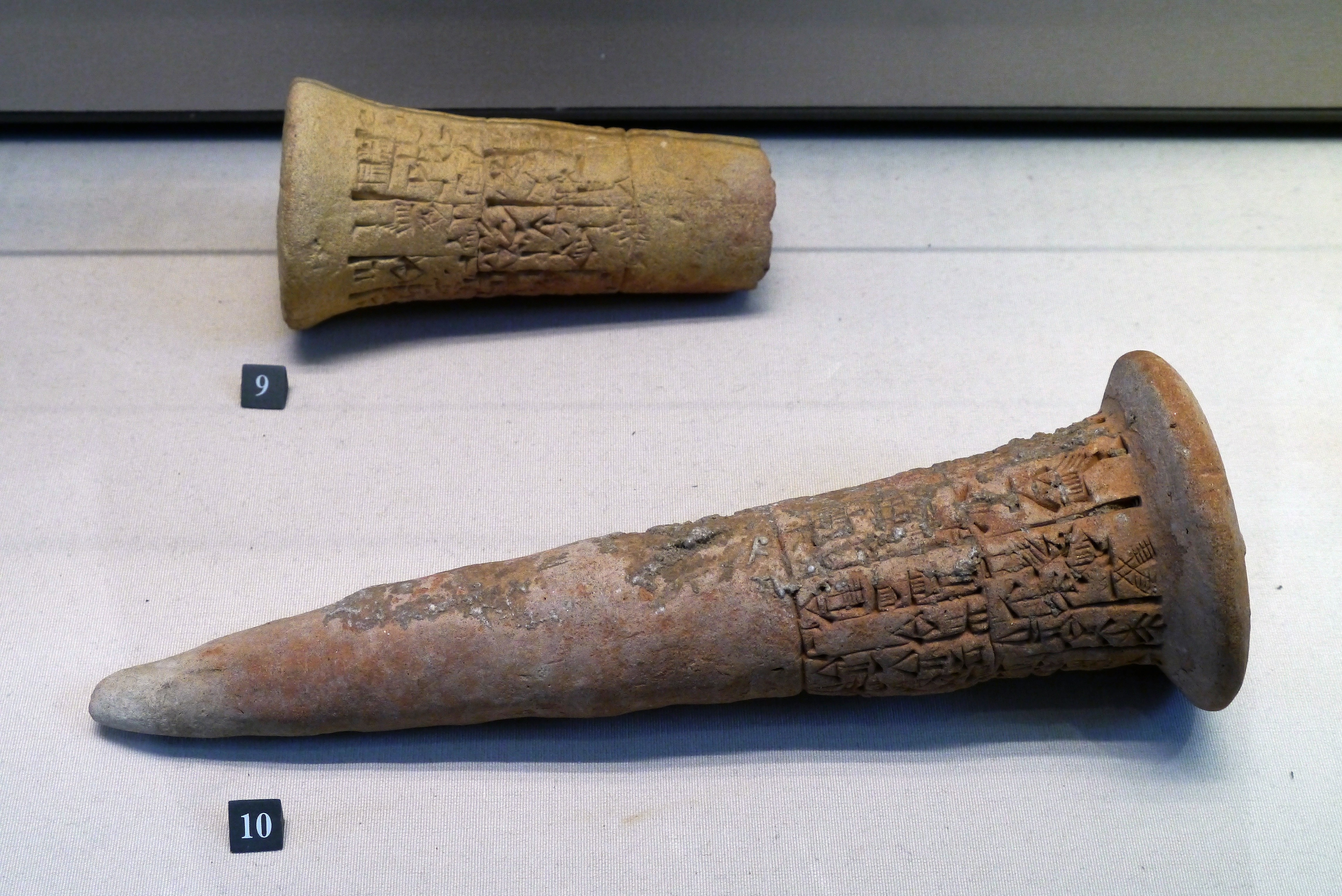
粘土釘の例（ルーブル美術館蔵）

粘土釘（ねんどくぎ）は、紀元前三千年紀になってシュメールやメソポタミア文明で使われはじめた太い円錐状の釘である。粘土で作った釘の円錐面に楔形文字で銘文を刻み、神殿などの建物の壁面に打ち込んだ。銘文には、誰が、誰のためにその建物を建てるのかが刻まれており、たとえば、王が神に奉納することが記されている 。粘土（製）円錐、粘土（製）コーン、クレイペグとも呼ばれる。また、シュメール人は粘土釘の頭の丸い部分にさまざまな彩色を施して土壁に打ち込み、建物の壁や柱にモザイク模様を描くのにも使っていた。文字が刻まれていないこれらの粘土釘は、壁を補強する役割も果たしたとみられる。

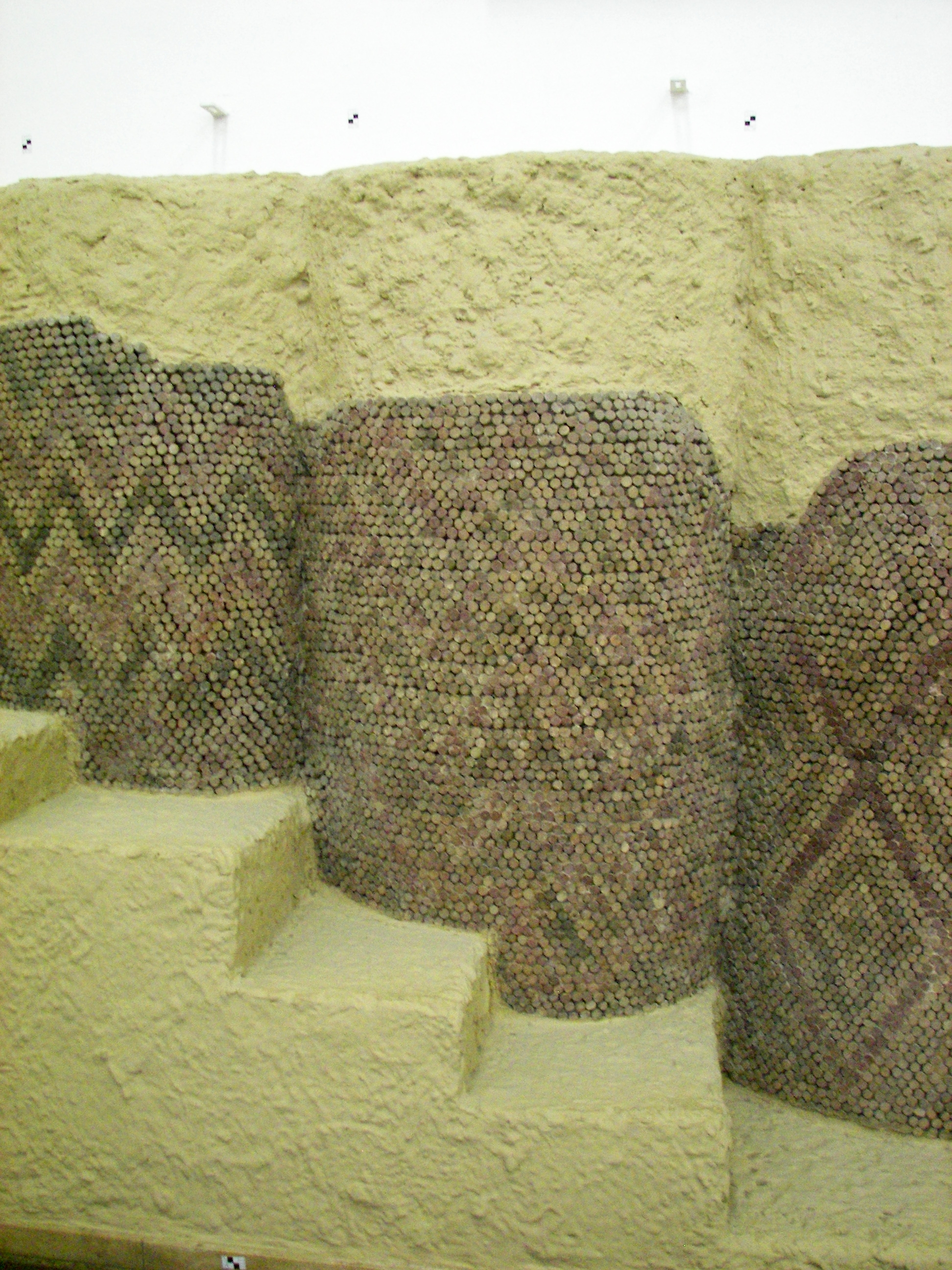
神殿の柱に施されたモザイク模様。様々な色の粘土釘の頭の部分が表面に出ており文様を構成している

建造物の建立を記念する銘文は、最初のころは石に刻まれる場合がほとんどであったが、やがて粘土製の釘が主流となった。金属が使われた例としては「フルリの定礎像」（シリア、鋳物、紀元前2,300～2159年頃）がある 。ほかにガラスも用いられた。
古代エジプトでも円錐型の葬送用コーンが使われていたが、こちらは主として円錐の底面に文字が刻まれている。

## 粘土釘の例
粘土釘に刻まれた銘文は、神殿の建設を祝うごく短文のものから、歴史上のできごとを詳しく記した長文のものもある。

### エンメテナ王の粘土釘
ラガシュ王エンメテナ（紀元前25世紀頃？）は、ウルクとの和睦を記念し、バド・ティビラの町の神に奉納する神殿を建てた。エンメテナの粘土釘には、ウルクの王子ルガルキニシェドゥドゥと和平条約を結ぶに至ったことが刻まれている。

### ウル・ナンム王の粘土釘
「ナンナ神殿を建てたウルの王、ウル・ナンム」とだけ記された短い碑文が刻まれた粘土釘。

### グデア王の粘土釘
グデア王がラガシュに都市神ニンギルスに捧げるエニンヌ神殿を建立した際の粘土釘。

### シン・カシッド王の粘土釘
「シン・カシッド、強き王、ウルクの王、アムナムヌの王、王たる自らの宮殿を建てた」と刻まれた粘土釘。

### ハンムラビ王の粘土釘
ハンムラビ期の粘土釘の特徴として、形はキノコ型をしており、頭部が大きくて胴部は短い。シカゴ大学オリエント研究所にアッカド語の楔形文字が刻まれた品が収蔵されているほか、ペンシルベニア大学とオックスフォード大学が複製を保有している。

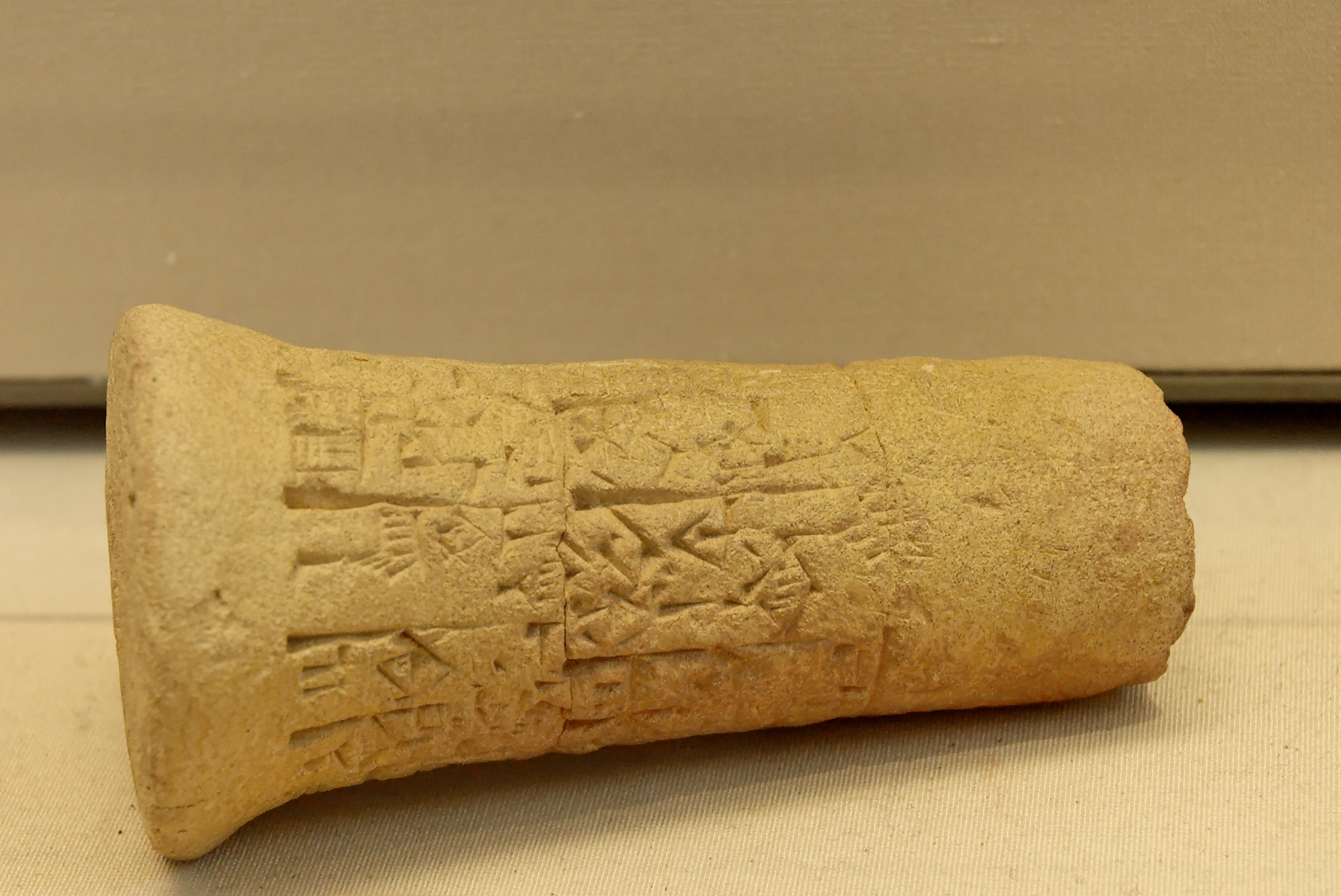
エンテメナの粘土釘（紀元前2,400年頃）。現在知られているものの中では世界最古の外交文書のひとつである。
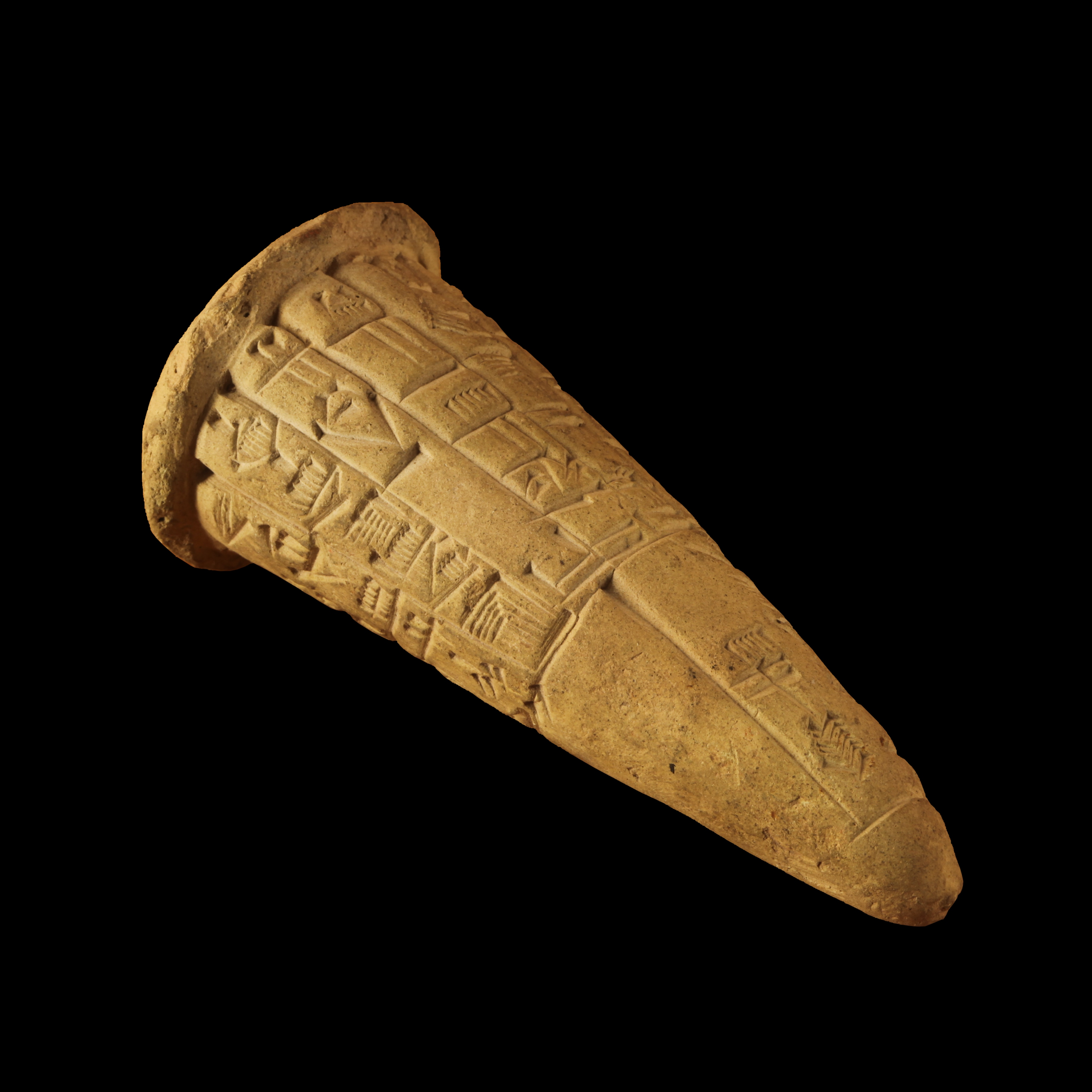
エニンヌ神殿の定礎釘（グデア王の奉納文を記した粘土釘）
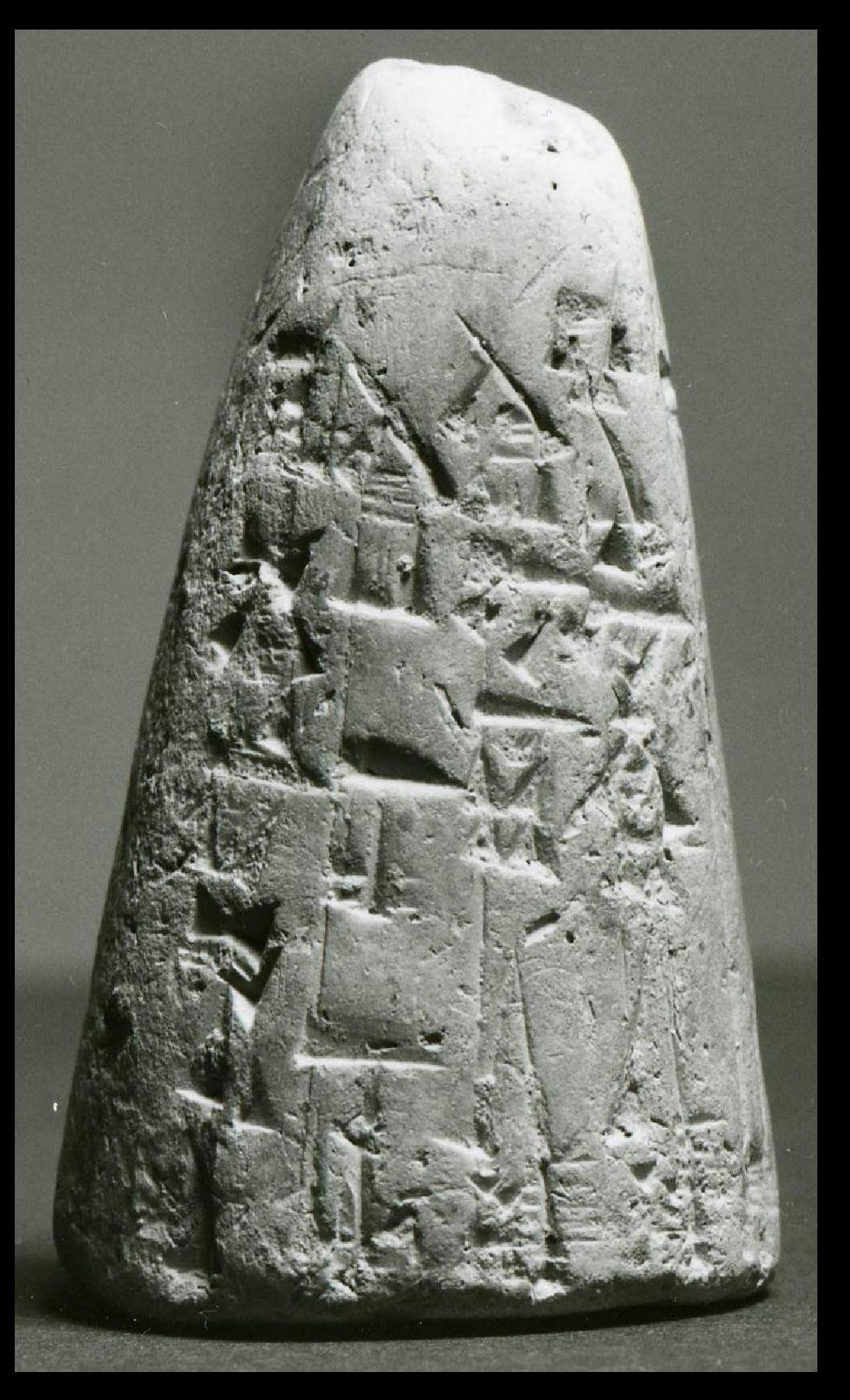
シン・カシッドの粘土釘